# Mi familia
Mi familia (My Family, Mi familia) è un film del 1995 diretto da Gregory Nava, scritto dallo stesso regista con Anna Thomas. 

## Trama
Il padre di famiglia, José Sanchez, intraprende un viaggio a piedi che dal Messico lo porta a Los Angeles. Viaggia per incontrare un uomo misterioso, chiamato "El Californio", nato a Los Angeles, quando la città era ancora parte del Messico. I due diventano subito grandi amici e cominciano insieme la coltivazione del granoturco. Successivamente, "El Californio" muore chiedendo che venga scritta sulla sua lapide la frase: "Quando nacqui, questo era Messico, e dove giaccio è ancora Messico". José incontra e sposa l'amore della sua vita, María, una cittadina americana. In seguito Maria viene deportata illegalmente in Messico dal governo federale degli Stati Uniti. Ritorna due anni dopo, con un nuovo figlio: Chucho.
1950, sono passati trent'anni, la figlia maggiore Irene sta per sposarsi. Chucho e Paco sono ovviamente cresciuti. Si sono inoltre aggiunti alla famiglia Toni, Guillermo detto Memo e Jimmy. Dopo il matrimonio accade un fatto che segnerà la vita di Chucho: una sera, mentre balla con la sua ragazza, si avvicina il suo rivale Butch Mejia che comincia a stuzzicarlo. Ne nasce una lite con un coltello, dove Chucho uccide involontariamente Butch. Dopo questo episodio, Chucho fugge e diventa un ricercato. Una sera, mentre Jimmy sta giocando a palla con i suoi amici, Chucho viene ucciso in uno scontro a fuoco con la polizia davanti agli occhi del fratello. Gli altri membri della famiglia vengono a conoscenza della morte di Chucho dopo aver sentito gli spari corrono in direzione del rumore, e sulla strada trovano il corpo esanime di Chucho.
Anni settanta, sono passati altri vent'anni. Jimmy trascorre un periodo in prigione per poi tornare a casa. Jimmy ha seguito le orme del fratello morto ed è diventato quindi a sua volta un fuggitivo. Un giorno, Toni visita la casa del signor Sanchez e sconvolge i suoi genitori dicendo di non essere più una suora e di aver sposato un prete chiamato David Ronconi. Jimmy torna a casa ritrova il figlio, Carlitos, la cui madre era morta di parto. Proprio a causa della morte della moglie, Jimmy aveva perso la testa e aveva svaligiato un negozio, finendo in prigione. Inizialmente non vuole avere niente a che fare con suo figlio, ma appena lo rivede l'amore paterno si riaccende.

## Produzione
Il film è stato prodotto dalla New Line Cinema, in associazione con altre case di produzione: American Playhouse, Francis Ford Coppola's American Zoetrope, Majestic Films International, e Newcomb Productions. Gragory Nava ha dichiarato che il film ha dei tratti autobiografici, dichiarando di aver preso molte caratteristiche da alcune famiglie conosciute a Los Angeles durante la lavorazione. La parte finale è ispirata al film del 1959 Il mondo di Apu (Apur Sansar) di Satyajit Ray.
La pellicola è stata girata negli Stati Uniti, in California, e in Messico, nello stato federato del Messico. Le location californiane includono: Agoura Hills e Los Angeles, mentre quelle messicane sono: Ocumicho, Patamba, e Pátzcuaro, tutte nella regione di Michoacán.
Nel cast troviamo, tra gli altri, attori come Jimmy Smits, Edward James Olmos, Esai Morales e Jennifer Lopez, alla sua seconda apparizione sul grande schermo. Jeanette Jurado interpreta un cameo come Rosie Hamlin che canta la canzone Angel Baby.

## Colonna sonora
La colonna sonora del film comprende musica latina di genere merengue e mambo. Vi figurano tra gli altri nomi come Jeanette Jurado, cantante delle Exposé, che qui canta una cover del brano Angel Baby di Rosie and the Originals; Pérez Prado; All-4-One; Maná; Los Lobos; Pedro Infante; Juan Luis Guerra e altri.
La colonna sonora è stata distribuita nell'album compilation My Family (The Original Motion Picture Soundtrack) dalla EastWest Records America negli Stati Uniti, Canada, Europa e Indonesia, in formato CD e musicassetta.

## Distribuzione
Il film è stato presentato in anteprima al Sundance Film Festival il 26 gennaio 1995; allo Houston Film Festival nell'aprile dello stesso anno; allo USA Film Festival il 22 aprile; a Los Angeles il 27 aprile; al Seattle International Film Festival. È stato poi distribuito nei cinema degli Stati Uniti da New Line Cinema, a partire dal 3 maggio 1995, per un totale di 451 sale, in cui è rimasto in programmazione totalmente per 241 giorni.
In Italia il film è stato distribuito da RCS Editori, con il titolo Mi familia, seguita dalla tagline Tre generazioni di sogni, a partire dal 15 settembre 1995.
Negli Stati Uniti il film è stato distribuito con i titoli My Family, Mi Familia, Cafe con leche e, con il titolo destinato all''home video, East L.A.

## Accoglienza

### Pubblico
Il film ha incassato negli USA $ 11 079 373.

### Critica
Il critico cinematografico Roger Ebert del Chicago Sun-Times, del film ha scritto: «La storia è raccontata con immagini di straordinaria bellezza e grande energia; è raro sentire così tante risate da una platea che è portata ogni tanto a piangere. Dovrebbero essere fatti molti film come questo perché molti autori hanno l'ambizione di aprire le braccia per abbracciare la vita». D'altro canto, Caryn James, nella parte di critica cinematografica del New York Times ha scritto che il film è "selvaggiamente irregolare" e "offre una narrazione trita di Edward James Olmos", non dichiarandosi felice nemmeno della regia, infatti ha scritto "Nava sembra così innamorato della trama della vita americano - messicana che scivola sopra a qualsiasi senso del personaggio".
All'uscita del film, nel 1995, Maurizio Porro sul Corriere della Sera del film ha scritto «Mi familia combatte la causa della povera gente umiliata e si compiace di folklorismi di troppo, ma il "cammino della speranza" messicano si fa seguire, esprime ottimi sentimenti, orrore per la civiltà metropolitana vista nel nascere». Il Morandini di Laura, Luisa e Morando Morandini, ha stroncato il film, assegnandogli 1 stella e ½ su 5, con le seguenti parole: «Gli stereotipi di due culture e di due cinematografie, la messicana e la hollywoodiana, messi insieme in un indissolubile legame, mediati da una scrittura filmica sfarzosamente pacchiana.»
FilmTv.it ha recensito il film in questi termini: «Un film-telenovela in cui predominano stereotipi melò e lacrime. Il regista, affascinato dagli scenari familiari e forse anche con desiderio di emulazione verso La casa degli spiriti, in realtà svolge il suo temino cinematografico con uno stile un po' da "burocrate del sentimento".». Al contrario MYmovies.it, che assegna al film 5 stelle su 5, ne elogia la regia, la sceneggiatura e la recitazione di Olmos: «Nava riesce a tenersi a distanza dai cliché e mostra un'insolita capacità di descrizione delle psicologie già a partire dalla sceneggiatura che privilegia il quotidiano conferendogli una dimensione metanarrativa. Edward James Olmos si conferma attore di valore.».

## Riconoscimenti
- 1996 - Premio Oscar
  - Candidatura come miglior make-up a Ken Diaz e Mark Sanchez

- 1995 - NCLR Bravo Award
  - Miglior film

- 1995 - Casting Society of America
  - Candidatura all'Artios Award
  - Candidatura come miglior cast in un film
  - Candidatura come miglior cast in un film drammatico

- 1995 - Donostia-San Sebastián International Film Festival
  - OCIC Award a Gregory Nava
  - Candidatura al Golden Seashell

- 1996 - Independent Spirit Award
- Candidatura come miglior attore maschile a Jimmy Smits
- Candidatura come miglior attrice non protagonista aJennifer Lopez

- 1996 - Young Artist Award
  - Miglior giovane attore non protagonista a Jonathan Hernandez
  - Miglior film

- 2024
  - è stato selezionato per la conservazione nel National Film Registry degli Stati Uniti dalla Biblioteca del Congresso come "culturalmente, storicamente o esteticamente significativo"